# Око Танділи
«Око Танділи» (англ. The Eye of Tandyla) — оповідання жанру героїчного фентезі Лайона Спрег де Кемпа, вперше опублікований у травні 1951 року в журналі Fantastic Adventures . Друга книга «Пусадійської серії».

## Зміст
Чаклун Дерезонг Тааш, який служить у короля Вуара Примхливого з Лорська, отримує наказ викрасти магічний дорогоцінний камінь із храму богині Танділи в Лотрі. Коштовний камінь встановлено як око в статуї богині. Разом зі своїм учнем Джамелем Сехом він береться за доручення, яке проходить підозріло добре; здається, його охоронці майже хочуть, щоб його вкрали, а також сам дорогоцінний камінь, здається, хоче залишитися з ним. З поганим передчуттям Тааш вирішує, що він повинен повернути камінь до храму, і, щоб обманути короля, він викрадає схожий камінь, таким чином мимоволі порушує змову проти трону, яка сягає самого серця королівської родини.